# Peskihaara (vattendrag, lat 67,99, long 28,86)
Peskihaara är ett vattendrag i Finland.   Det ligger i landskapet Lappland, i den norra delen av landet, 900 km norr om huvudstaden Helsingfors.